# 市場駅 (JR西日本)

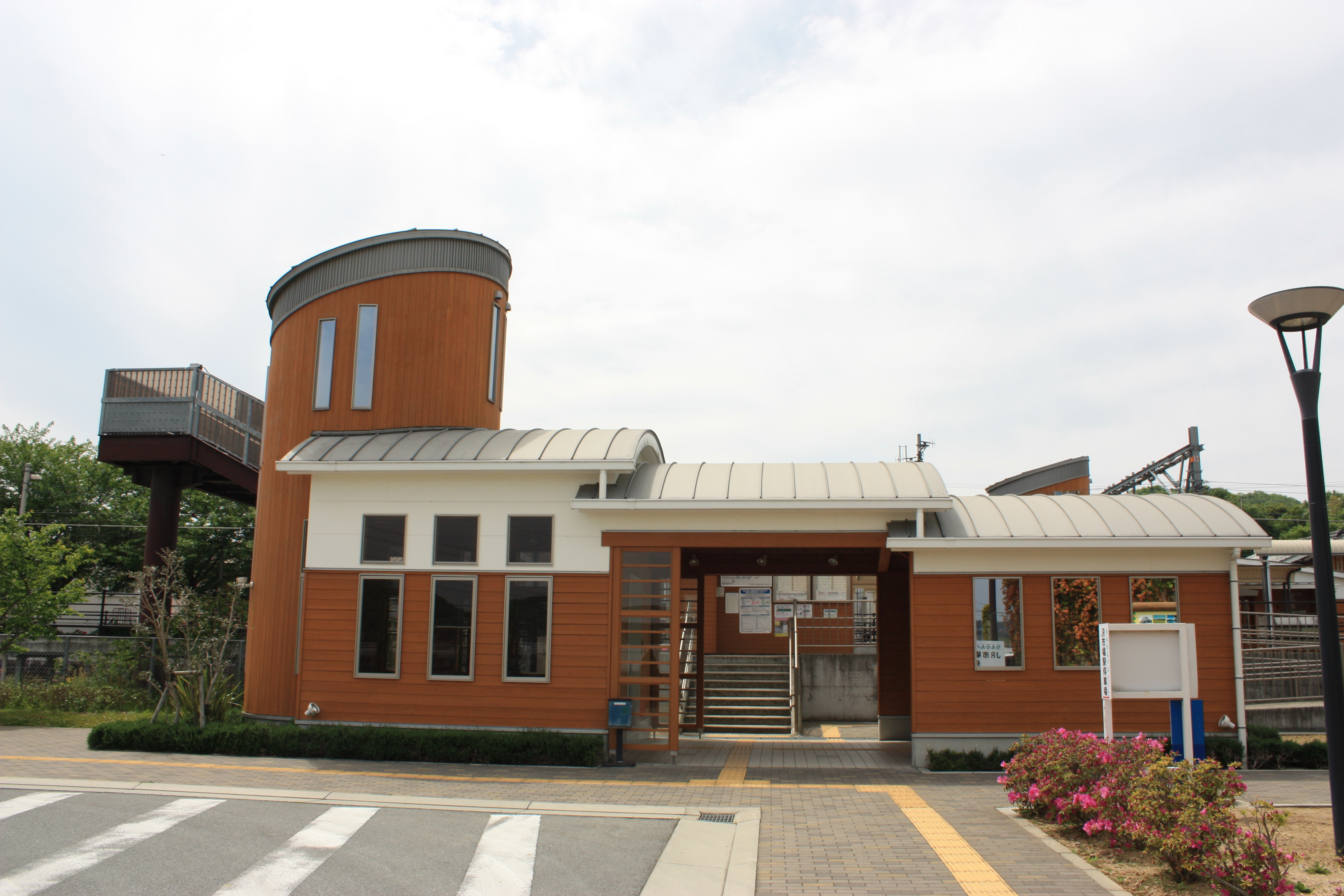
東口（2010年5月）

市場駅（いちばえき）は、兵庫県小野市黍田町字屋田にある、西日本旅客鉄道（JR西日本）加古川線の駅である。

## 歴史
- 1913年（大正2年）
  - 8月10日：播州鉄道 国包駅（現在の厄神駅） - 西脇駅間の延伸と同時に開業[1][3][4]。旅客営業のみ[1]。
  - 11月10日：貨物の取扱を開始？[1]。
- 1923年（大正12年）12月21日：路線譲渡により播丹鉄道の駅となる[5]。
- 1943年（昭和18年）6月1日：播丹鉄道の国有化により鉄道省加古川線の駅となる[6]。
- 1962年（昭和37年）9月1日：貨物の取扱を廃止[1]。
- 1973年（昭和48年）10月1日：荷物扱い廃止[7]。無人化[2]（ただし、1年間のみ日中に限り駅員を一人配置[8]）。
- 1987年（昭和62年）4月1日：国鉄分割民営化により西日本旅客鉄道（JR西日本）の駅となる[1]。
- 1990年（平成2年）6月1日：加古川鉄道部発足により、その管轄となる。
- 2004年（平成16年）：駅舎改築[3]。2面2線化[3]。
- 2009年（平成21年）7月1日：加古川鉄道部廃止に伴い神戸支社直轄へ変更され[9]、加古川駅による被管理駅となる[10]。
- 2016年（平成28年）3月26日：ICカード「ICOCA」の利用が可能となる[11]。ICカード専用簡易改札機で対応。

## 駅構造
相対式2面2線のホームを持ち、列車交換可能な地上駅になっている。
2004年（平成16年）12月16日までは単式1面1線だったが、電化開始にあわせて交換設備を新設した。駅舎は建て替えられ、コミュニティホール「ぶらりきびた」を併設している。
駅は東口（上りホーム側）と西口（下りホーム側）の二ヶ所設置されておりどちらもほぼ同じ造り。加古川駅管理の無人駅であり、自動券売機が西口駅舎内と上りホーム上に設置されている。東口と西口とは線路の上を屋根なし跨線橋がつないでいる。木造の駅内には町民のふれあい・憩いの場として冷暖房を備えたホールがあり、町民の手によって季節に応じた装飾が施されている。クリスマス時にはツリーをかたどったイルミネーションがされる。小野市のコミュニティーバス「らんらんバス」が東口ロータリーには乗り入れている。
駅名となっている「市場」町は加古川の対岸にあり、駅が所在しているのは黍田町である。加古川上流浄化センター、2004年（平成16年）3月に町内でオープンした「白雲谷温泉ゆぴか」の最寄り駅。

### のりば
| のりば | 路線     | 方向 | 行先             |
| ------ | -------- | ---- | ---------------- |
| 1      | 加古川線 | 下り | 粟生・西脇市方面 |
| 2      | 加古川線 | 上り | 加古川方面       |

付記事項
- ホーム上にはのりば番号の表記はないが、駅舎内掲示の時刻表にて上記の番号で案内されている。ちなみに運転指令上の番線もこれに一致する。
- 1番線は両方向の入線・発車に対応しているが、2番線は加古川方面の一方向のみの対応である。配線上では1番線が直線になっているが、運転取り扱い上では上りと下りの本線は分けられている。

## 利用状況
「兵庫県統計書」によると、2023年（令和5年）度の1日平均乗車人員は192人である。
近年の1日平均乗車人員は以下の通り。
| 年度   | 1日平均 乗車人員 |
| ------ | ---------------- |
| 1997年 | 153              |
| 1998年 | 147              |
| 1999年 | 151              |
| 2000年 | 162              |
| 2001年 | 130              |
| 2002年 | 129              |
| 2003年 | 124              |
| 2004年 | 145              |
| 2005年 | 156              |
| 2006年 | 159              |
| 2007年 | 156              |
| 2008年 | 157              |
| 2009年 | 181              |
| 2010年 | 181              |
| 2011年 | 179              |
| 2012年 | 175              |
| 2013年 | 184              |
| 2014年 | 192              |
| 2015年 | 206              |
| 2016年 | 214              |
| 2017年 | 213              |
| 2018年 | 207              |
| 2019年 | 196              |
| 2020年 | 159              |
| 2021年 | 183              |
| 2022年 | 201              |
| 2023年 | 192              |

## 駅周辺
- 白雲谷温泉ゆぴか[14]
- 加古川上流浄化センター[3]

神戸電鉄の市場駅とは加古川を挟んで約2km離れている。

### バス路線
- コミュニティバスらんらんバス[3]
- 北播磨総合医療センター行き 無料シャトルバス[17]

## 隣の駅
西日本旅客鉄道（JR西日本）
 加古川線
厄神駅 - 市場駅 - 小野町駅
加古川方の隣駅「厄神駅」とは4.1kmあり、加古川線で最も駅間が長い。